# Instituto de Desarrollo Económico y Social
El Instituto de Desarrollo Económico y Social (IDES) es una asociación civil argentina sin fines de lucro, de índole académica, dedicada al estudio de temas económicos, sociales, históricos, políticos y culturales, cuyo principal propósito es el de contribuir al avance científico. Es una institución abierta que reúne especialmente a jóvenes investigadores y profesionales con el fin de llevar adelante un proyecto colectivo al servicio de la investigación económica y social.

## Historia
En 1958 un grupo de economistas, sociólogos, historiadores y politólogos, nucleados en la Junta de Planificación Económica de la Provincia de Buenos Aires; Argentina -inspirada en la iniciativa de Aldo Ferrer-, daba vida a la Revista de Desarrollo Económico, que sería su órgano de difusión. Su presencia en el medio académico se constituyó en el factor convocante de otros investigadores, profesores universitarios, profesionales y también estudiantes avanzados, de cuyas acciones nació el Instituto de Desarrollo Económico y Social – IDES, fundado formalmente el 8 de noviembre de 1960 en la Ciudad de Buenos Aires.
Sus actividades se desarrollan en tres áreas principales: 1) programas de investigaciones, 2) formación a través de programas y cursos de posgrado, y 3) difusión de la producción científica, en particular a través de Desarrollo Económico - Revista de Ciencias Sociales, que publica desde 1961. El IDES nuclea programas de investigación y grupos de estudio, apoya la realización de tesis de posgrado, promueve la inserción a través de programas de becas, el intercambio y vinculación entre especialistas y entre instituciones del país y del exterior y constituye un foro para el debate académico y sus implicaciones políticas, con énfasis en las problemáticas de Argentina y América Latina.
La institución ha recibido numerosos reconocimientos por su aporte a las humanidades en la Argentina: Por Resolución 972/1991 del Ministerio de Educación y Justicia, el Poder Ejecutivo ha declarado de interés nacional los programas, proyectos y actividades de la institución. Premios Konex en Humanidades en 1996. La Cámara de Diputados de la Nación ha declarado de interés a las actividades, programas y proyectos del Instituto de Desarrollo Económico y Social, por resolución del 1º de diciembre de 2010.

## Centro de Investigaciones Sociales
El Centro de Investigaciones Sociales (CIS) fue creado formalmente en el IDES en el año 2011, reuniendo a investigadores de la Carrera del Investigador Científico del CONICET que tenían su sede de trabajo en el IDES desde los años 1980, así como a investigadores que, revistando en el IDES, desarrollaban sus actividades con otras fuentes de financiamiento. En el año 2013, bajo Resolución de Directorio del CONICET N°517/13, el CIS se constituyó en Unidad Ejecutora de doble dependencia CONICET-IDES, siendo su primer Director Sergio Eduardo Visacovsky y el Vicedirector, Mariano Ben Plotkin.
EL CIS se ha caracterizado por la interdisciplinariedad de sus proyectos. Algunas de las investigaciones se concentraron en el caso argentino, y otras pusieron más énfasis en la comparación con otros países de América Latina y de Europa.
Los miembros del CIS participan en importantes redes académicas nacionales e internacionales, a la vez que mantienen una activa vinculación con Programas de Posgrado a través de la docencia, la supervisión, la tutoría, la dirección de tesis y la coordinación académica, además de haber participado en la concepción inicial, planificación y lanzamiento de muchos de ellos.
Los Programas del CIS llevan a cabo numerosas actividades académicas (congresos, seminarios, jornadas, talleres, conferencias), con frecuencia en conjunción con otras instituciones nacionales y/o instituciones del exterior o internacionales, e importantes actividades de capacitación para personal académico y ejecutores de políticas.

## Posgrado

### Maestría en Antropología IDES/ IDAES/ UNSAM
El programa de posgrado se crea, en el año 2001, mediante un acuerdo interinstitucional entre el Instituto de Desarrollo Económico y Social (IDES) y el Instituto de Altos Estudios Sociales (IDAES) de la Universidad Nacional de San Martín (UNSAM). La maestría en Antropología Social está acreditada con categoría “A” por la resolución n.º 649/05 de la CONEAU.

### Maestría en Gestión de la Ciencia, la Tecnología y la Innovación
La Maestría en Gestión de la Ciencia, la Tecnología y la Innovación es un emprendimiento conjunto entre el Instituto de Industria de la Universidad Nacional de General Sarmiento (UNGS), el Centro de Estudios sobre Ciencia, Desarrollo y Educación Superior (Centro REDES) y el Instituto de Desarrollo Económico y Social (IDES). Las tres instituciones y los investigadores y profesionales asociados reúnen una amplia experiencia y fuertes capacidades adquiridas en la formación de posgrado en general y en las áreas de políticas y desarrollo científico y tecnológico y de análisis de los procesos de innovación en particular.

### Doctorado en Ciencias Sociales UNGS/ IDES
(Programa evaluado y acreditado por la Comisión Nacional de Evaluación y Acreditación Universitaria (CONEAU). Resolución 230/11).
El programa de Doctorado ofrece:
1. Orientación académica que une formación teórica general en Ciencias Sociales con una formación especializada en investigación en campos específicos;
2. Un cuerpo docente interdisciplinario con amplia experiencia y dedicación exclusiva a la investigación y la docencia;
3. La posibilidad de insertar los trabajos de tesis en las áreas de investigación de la UNGS y del IDES;
4. La posibilidad de llevar adelante estudios e investigaciones ligados a la realidad argentina y latinoamericana, tanto actuales como en perspectiva histórica, incluyendo las dimensiones regionales y transnacionales de los fenómenos sociales.

El Programa cuenta con:
- Becas propias de Programa: El Posgrado otorga becas completas o becas de disminución de arancel. En todos los casos, se trata de becas de un año de duración, sujetas a evaluación de rendimiento académico para su renovación. Se toma en cuenta el rendimiento académico, la regularidad y la entrega de trabajos. Esto se concreta una vez al año, al iniciar cada ciclo lectivo. Las becas se otorgan los dos primeros años, a partir del tercer año los/as estudiantes deben pagar matrícula hasta el momento de presentación y defensa oral de la tesis. Las becas son por aranceles.
- Becas “PROFOR” otorgadas por el Ministerio de Educación de la Nación Argentina, que se adjudican en función del mérito académico y necesidad económica. Dichas becas están destinadas a alumnos de nacionalidad argentina que hayan presentado la documentación completa antes del cierre de inscripción. Los beneficiarios, por su parte, se comprometen a presentar informes semestrales y a finalizar el Doctorado en un plazo máximo de tres años.

## Publicaciones

### Desarrollo Económico

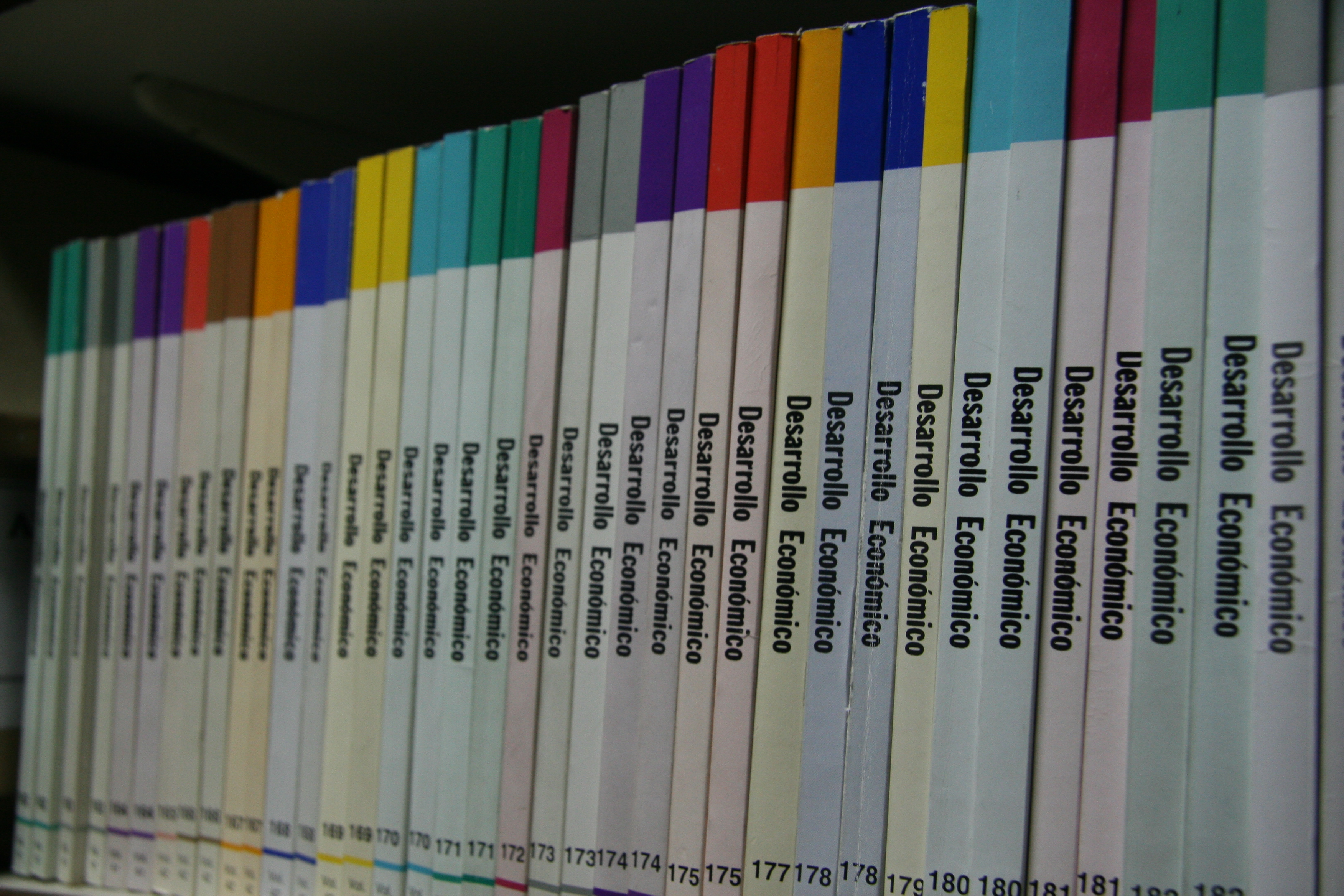
Revista Desarrollo Económico

A lo largo de su trayectoria, de más de 50 años, la revista Desarrollo Económico ha procurado plasmar tres objetivos. El primero: promover el abordaje de las ciencias sociales a partir de artículos y notas basadas en el rigor lógico de los argumentos y en su correspondiente fundamentación empírica. El segundo: canalizar la producción de los cientistas sociales del país con vistas a la consolidación de la comunidad académica en torno de pautas de calidad y de relevancia intelectual. Finalmente, ofrecer una ventana a las discusiones y debates que periódicamente interesan a las ciencias sociales en el mundo. Junto a estos tres objetivos, la revista se ha esforzado por mantener su formato original, esto es, una publicación multidisciplinaria.
Paola Bayle y Agustina Diez analizan el surgimiento de la revista. Sostienen que Desarrollo Económico nace en 1958 bajo la influencia del desarrollismo. En su primera etapa representó una ruptura con el frondicismo a partir de la incorporación de Álvaro Alsogaray en el Ministerio de Economía de Argentina. El proyecto de desarrollo que sustentaba la revista no compartía los principios de la economía clásica liberal. La revista proponía un programa de desarrollo que contemplara la promoción por parte del Estado de procesos de industrialización de bienes de capital e intermedios, apelando, principalmente, al capital nacional. Según las autoras, esto y otras temáticas problematizadas desde la revista implicaban la toma de posición respecto de los sectores más concentrados de la economía argentina.
Fundada a principios de 1960, en momentos en que estaba en vías de institucionalizarse la modernización de las ciencias sociales, la revista dio cabida a las contribuciones de las diversas disciplinas, la economía, la sociología, la historia, la politología, la antropología. Ese proceso de institucionalización avanzó y con el paso de los años fueron surgiendo publicaciones especializadas. No obstante ello, Desarrollo Económico se ha esforzado por conservar su amplio registro inicial porque ha querido ser fiel a la inspiración de sus fundadores, para quienes el diálogo a través de las fronteras es un estímulo a la creatividad y a la comprensión integral de la realidad social, económica y política de nuestro tiempo.
Desarrollo Económico es indizada, con inclusión de resúmenes, en las siguientes publicaciones: Current Contents (Social Science Citation Index, Institute for Scientific Information); Journal of Economic Literature (American Economic Association); Sociological Abstract (Cambridge Scientific Abstracts); International Bibliography of the Social Science (British Library of Political and Economic Science y UNESCO), Clase (UNAM, México); Hispanic American Periodicals Index (HAPI, Universidad de California, Los Ángeles). También en varias otras ediciones periódicas y en volúmenes especiales nacionales e internacionales, así como en índices en versión electrónica.

### Revista de Estudios en Antropología Social
La Revista de Estudios en Antropología Social -de carácter semestral- depende del Centro de Antropología Social del Instituto de Desarrollo Económico y Social.
Los tres primeros números tuvieron el formato de Anuario -correspondientes a los años 2004, 2005 y 2006-. La publicación aspira a contribuir al desarrollo de la investigación teórica y empírica en antropología social, particularmente en diálogo con la realidad social y política argentina.
A tal efecto, Estudios en Antropología Social publica, previa aprobación a través de un mecanismo de referato externo de carácter internacional, artículos inéditos de autores argentinos y extranjeros que presentan resultados de investigaciones referidas a la sociedad, la cultura y la política de la Argentina. Asimismo, tal como lo hiciera el Anuario, la edición semestral contiene secciones dedicadas a la historia de la antropología, los problemas metodológicos vinculados con el trabajo de campo etnográfico, el estado actual de áreas temáticas específicas en Argentina, y el debate entre autores propiciado a través de reseñas críticas de libros publicados recientemente. Estudios en Antropología Social presenta, además, el texto correspondiente a la edición anual de la Conferencia Esther Hermitte, organizada desde 2004 por el Centro de Antropología Social en homenaje a su fundadora.

### Cuadernos del IDES
Los Cuadernos del IDES constituyen un espacio accesible a los investigadores de la institución para la circulación amplia de ideas y trabajos en progreso u otros a los que, por sus características, se les prefiere dar difusión por este medio. Los trabajos son considerados por un Comité interno de evaluación y, en algunos casos, impresos. Se espera que los Cuadernos del IDES permitan al público en general estar actualizado respecto de las líneas de investigación que se siguen en el IDES.

### Prácticas de Oficio. Investigación y reflexión en Ciencias Sociales
Prácticas de oficio. Investigación y reflexión en Ciencias Sociales es el resultado de muchos y distintos diálogos entre quienes, como alumnos/as, ex alumnos/as o docentes, forman parte del Programa de Posgrado en Ciencias Sociales del Instituto de Desarrollo Económico y Social (IDES) y la Universidad de Nacional de General Sarmiento (UNGS).
Tanto la Maestría como el Doctorado en Ciencias Sociales promueven espacios concretos de trabajo colectivo, prácticas de taller e intercambio grupal. En ellos se encuentran estudiantes y profesores/as provenientes de múltiples disciplinas, con trayectorias de investigación y formación diversa. La creación y circulación de esta publicación electrónica es parte de esa apuesta mayor que incluye la formación académica.
Se reúnen aquí diversos trabajos producidos por maestrandos/as y doctorandos/as en el marco de los seminarios del Programa de Posgrado que, se entiende, contribuyen a debates y problematizaciones originales en términos temáticos, teóricos y empíricos. La publicación consta de dos partes: un dossier temático y una sección destinada a la reflexión en torno a obras de autores/as clásicos/as o contemporáneos/as significativos/as en el campo de las Ciencias Sociales.
Prácticas de oficio se propone como un ámbito en el que compartir lecturas y experiencias de investigación y en el cual intercambiar y debatir perspectivas.